# Második porosz felkelés
A második porosz felkelés (1260-1274) a poroszok utolsó nagyszabású felkelése a Német lovagrend ellen, de a vele egy időben kitört nagy livóniai felkeléshez hasonlóan valamelyest antifeudális jelleggel bírt.
Egyik neve nagy porosz felkelés.

## Előzmények
1259-re a Német Lovagrend – melyet még 1226-ban telepítettek le a poroszok térítése és meghódítása céljából Kulmba –, uralma alá vonta a történeti Poroszország jelentős hányadát és már csak néhány törzs maradt keleten, közel Litvániához.
Északkeleten, Livóniában az ottani balti és finnugor lakosság hol erősen, hol szórványos folytatta ellenállást az ország meghódítására törekvő keresztesek ellen, míg délről a litvánok ki akarták terjeszteni uralmukat egyes földekre, vagy rablótámadásokat vezettek a lovagok ellen.
Így történt ez 1259-ben, amikor a žemaitiai litvánok fejedelmük vezetésével betörtek Kúrföld és Szemigallia (Zemgale) területére. A Zemgale lettjei már évszázadok óta szövetségben álltak a litvánokkal, akikkel közösen 1236-ban porrázúzták a kardtestvérek seregét Saulenél. 
A lovagok keresztesei, a helyi lakosságból álló erőkkel közösen próbálta meg feltartóztatni a betörő litvánokat, de Durbennél (ma Durbe, Lettország) katasztrofális vereséget szenvedtek. 

## A felkelés
A lovagoknak 1242 óta először szenvedtek nagyobb vereséget, ez egyelőre még nem borította lángba a poroszokat. Hanem amikor az egyik lovagi elöljáró összeesküvés vádjával megölt több keresztény porosz előkelőt (a vád sokkal inkább koholmány volt), akkora felháborodás keletkezett ebből, hogy az egész meghódított országrészen nagy felkelés robbant ki, s a keresztény őslakosságot is szinte majdnem mind a lovagok ellen hangolta. Csatlakoztak ehhez a szabad törzsek is keletről. Hat porosz törzsfő a warmiai Glappo, a natangiai Herkus Monte, a samlandi Glande, a barteni Diwan és a pogezániai Auktumo szövetségre lépett egymással. Eleinte a felkelők győzedelmeskedtek: egymás után vették be a városokat, várakat és templomokat, amiket sok esetben elpusztítottak. Később már nem hangolták kellőképp össze erőiket és a vidéki területeket égették fel, aminek német nemzetiségű lakóit legyilkolták.
A natangiai poroszok 1261-ben nagy győzelmet arattak, a következő évben azonban egyre nagyobb számú német keresztes seregek érkeztek a lovagrend megsegítésére. A Kulmba betörő natangiaiak egy-két kisebb győzelem után súlyos vereséget mértek a lovagokra Löbaunál. Ám a poroszok nem tudták sokáig tartani magukat a birodalom területéről érkező újabb és újabb keresztes csapatokkal szemben. Königsberg környéken, ahol a legsúlyosabb harcok folytak a keresztesek ellen, 1263-ban a Német Lovagrend győzedelmeskedett. 1265-ben kiadták a pápai bullát, s Braunschweig, Türingia, valamint Brandenburg nyugat és déli irányból támadta hátba a poroszokat.
Samland II. Ottokár cseh király 1267-es keresztes-hadjárata során meghódolt, de a februári korai hóolvadás következtében a nehézpáncélos lovagok elakadtak a sártengerekben, ezért a további támadást fel kellett adni.
A rend néhány győzelem után a Livóniában föllángolt felkelések leverésére összpontosította figyelmét.
1271-ben újra a porosz hadszíntérre helyeződött át a hangsúly, ugyanis a barteniek betörtek a pomerániai területekre. Ám a hadi helyzet gyökeresen megváltozott ezentúl: a porosz törzsek a nagyobb ütközetekben (de különösen a jól megerősített várerődök hosszú ostromakor) borzalmas veszteségeket szenvedtek, a vezéreik sorra elestek. Herkus vezért a rend meggyilkoltatta (1271), s az általa védett Natangia megadta magát Dietrich meisseni őrgrófnak (1272).
Glappo megöletése után a warmiai területek népét is térdre kényszerítették.
Sok ezer poroszt kényszerített menekülésre Litvániába, vagy az erdőségekbe és mocsarakba az országukat megszálló keresztes seregek, de még saját harcosaik fosztogatásai is.
A harc óriási véráldozatokat és hatalmas területek elnéptelenedését eredményezte, a felkelőket jobbágysorba süllyesztéssel büntették.

## Poroszország meghódítása
Az elkövetkezendő években a lovagrend meghódoltatta a nadrauiai és schalauiai poroszokat. Sudauia 1283-as leigázásával véget ért Poroszország meghódítása.
A rend a kipusztult területek benépesítésére nagyszámú német paraszti tömeget telepített le Poroszországban. Az ország a keresztes hadjáratok végével jelentősen fejlődött, s széles körű autonómiát kaptak a német és holland hospesek alapítottak új városok (például Marienburg).